# 고리역 (도쿄도)
고리역(일본어: 古里駅, こりえき)은 일본 도쿄도 니시타마군 오쿠타마정에 있는 동일본 여객철도 오메 선의 역이다.
현재는 위탁역으로 운영되고 있다.

## 역 구조

### 승강장
| 1 | ■오메 선 | 하토노수・오쿠타마 방면               |
| 2 | ■오메 선 | 하이지마・다치카와・신주쿠・도쿄 방면 |

## 이용 상황
| 연도   | 동일본 여객철도 |
| ------ | --------------- |
| 1992년 | 441             |
| 1993년 | 444             |
| 1994년 | 444             |
| 1995년 | 467             |
| 1996년 | 460             |
| 1997년 | 424             |
| 1998년 | 405             |
| 1999년 | 402             |
| 2000년 | 369             |
| 2001년 | 351             |
| 2002년 | 336             |
| 2003년 | 347             |
| 2004년 | 344             |
| 2005년 | 335             |
| 2006년 | 325             |
| 2007년 | 317             |
| 2008년 | 328             |
| 2009년 | 322             |

## 역 주변
- 국도 411호（오메 가도）

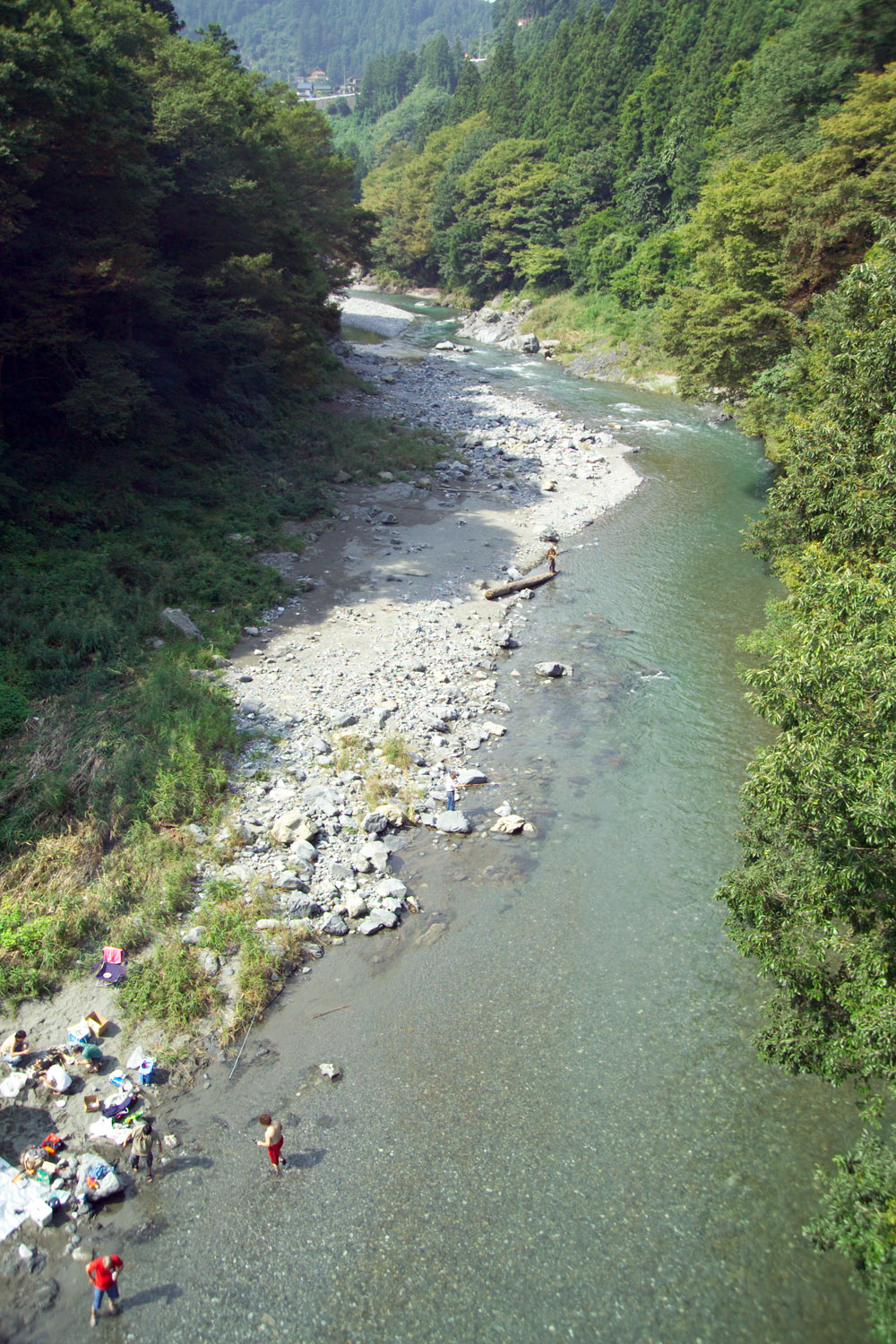
駅付近の多摩川

- 도교토도 45호 도쿠타마도메선（요시노 가도）
- 다마강
- 도메 경찰서 고리 주재소
- 고리 우체국
- 오쿠타마 동립 고리도서관
- 오쿠타마 동립 고리초등학교
- 니시토쿄 농업협동조합（JA니시토쿄）고리지점
- 세븐일레븐 오구타마 고리店

### 버스 노선
- 니시토쿄 버스：奥30・31계통：가와이 선・차고、오쿠타마 선 방면

## 타는 곳
상대식 2면 2선